# عود أندلسي

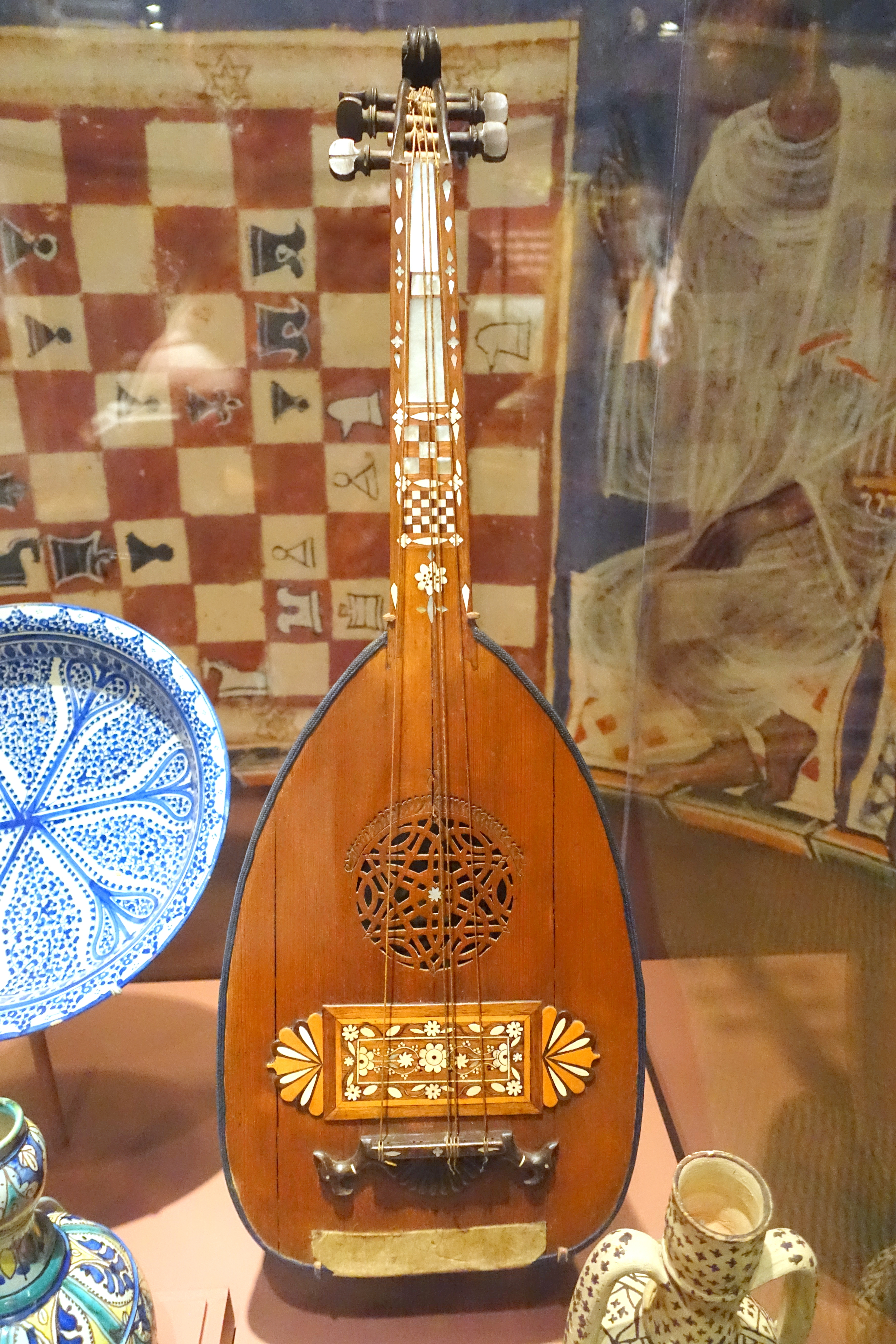
عود أندلسي من طنجة من أواخر القرن التاسع عشر

العود الأندلسي أو الكُترة أو الكُوَّتْرا أو الكويترة آلة موسيقية من الآلات الوترية ومن عائلة العود. يشيع استخدامه، ويكاد ينحصر، في الجزائر وبمنطقة تلمسان وإن كان له استخدام في الموسيقى المغاربية عموماً. 
يوصف العود الأندلسي بأنه أصغر حجماً من العود العربي؛ ولذلك يكون صوت القرار أقل عمقاً ومجاله الصوتي محدود أكثر من نظيره المشرقي. 
يحتوي العود الأندلسي على ثمانية أوتار مجمعة في أربع مسارات. تاريخياً، كانت الأوتار مصنوعة من أمعاء الحيوانات بينما صارت حديثاً من مواد صناعية بلاسيتكية.